# Vladimir Tsjepelin
Vladimir Vitalevitsj Tsjepelin (wit-Russisch: Уладзімір Віталевіч Чапелін) (Mahiljow, 15 juli 1988) is een Wit-Russisch biatleet. Hij vertegenwoordigde zijn vaderland op de Olympische Winterspelen 2014 in Sotsji.

## Carrière
Tsjepelin maakte zijn wereldbekerdebuut in januari 2010 in Rasen-Antholz. In 2014 nam Tsjepelin een eerste keer deel aan de olympische winterspelen. Hij eindigde 29e in de sprint, 41e in de achtervolging en 49e op het individuele nummer. Op de Wereldkampioenschappen biatlon 2015 in Kontiolahti eindigde Tsjepelin met zijn landgenoten vierde in de aflossing voor gemengde ploegen. 
Op 1 december 2016 behaalde hij zijn eerste podiumplaats in een wereldbekerwedstrijd met een derde plaats op de 20 km individueel in Östersund.

## Resultaten

### Olympische Spelen
| Jaar | Plaats | Resultaten |
| ---- | ------ | --- |
| 2014 | Sotsji | 10e Gemengde Estafette 13e 4×7,5 km estafette 29e 10 km sprint 41e 12,5 km achtervolging 49e 20 km individueel |

### Wereldkampioenschappen
| Jaar | Plaats           | Resultaten |
| ---- | ---------------- | --- |
| 2011 | Chanty-Mansiejsk | 13e 4x7,5 km estafette 58e 12,5 km achtervolging 59e 10 km sprint                                                                  |
| 2013 | Nové Město       | 14e 4x7,5 km estafette 46e 20 km individueel 53e 12,5 km achtervolging 56e 10 km sprint                                            |
| 2015 | Kontiolahti      | 4e gemengde estafette 10e 4x7,5 km estafette 38e 12,5 km achtervolging 41e 20 km individueel 43e 10 km sprint                      |
| 2016 | Oslo             | 9e gemengde estafette 13e 10 km sprint 13e 15 km massastart 15e 4x7,5 km estafette 23e 12,5 km achtervolging 56e 20 km individueel |

### Wereldbeker
Eindklasseringen
| Seizoen   | Algemeen | Individueel | Sprint | Achtervolging | Massastart |
| --------- | -------- | ----------- | ------ | ------------- | ---------- |
| 2009/2010 | 96e      | 61e         | -      | -             | -          |
| 2010/2011 | 101e     | -           | 94e    | -             | -          |
| 2013/2014 | 64e      | 48e         | 73e    | 59e           | -          |
| 2014/2015 | 42e      | 38e         | 44e    | 48e           | 40e        |
| 2015/2016 | 47e      | 48e         | 45e    | 49e           | 38e        |